# Stéphane Fretz
Stéphane Fretz, né à Genève le 8 juillet 1966, est un artiste et éditeur suisse. Il est le cofondateur des éditions art&fiction à Lausanne.

## Biographie
Né à Genève le 8 juillet 1966, Stéphane Fretz suit les cours de l'École cantonale des beaux-arts à Lausanne de 1984 à 1987, puis il achève sa formation en 1990 à l’École supérieure d’arts visuels de Genève, dans l'atelier du peintre lucernois Claude Sandoz. En 1992, il bénéficie d’une Bourse Kiefer-Hablitzel et se consacre à la peinture, puis à la gravure avec l'éditeur et imprimeur taille-doucier Raymond Meyer à Pully. 
Également éditeur, Stéphane Fretz fonde en 2000 avec Christian Pellet et Marco Danesi les éditions art&fiction à Lausanne, qu'il codirige depuis avec Christian Pellet et qui publient des livres d'artistes.
Ses œuvres sont présentes dans des collections publiques de la Ville de Lausanne, du Canton de Vaud, de la Banque Cantonale Vaudoise et du Cabinet cantonal des estampes à Vevey. En 2004, il est lauréat d'une bourse de la Fondation Leenaards.
Peintre, graveur, il définit son travail comme un parc imaginaire où se déploient d'étranges figures. Depuis 1999, il mène un projet lié au portrait de commande, où la relation peintre-commanditaire est racontée dans des textes : L'Univers de Georges, 1999-2000 et La Chambre d'Adam, 2002. De nombreuses expositions sont consacrées à son travail.

## Expositions

### Expositions personnelles (sélection)
- 2013 Cosmarandom, Space-station, Lausanne.
- 2006 Petit atlas de centaurologie, Galerie ESF-Espace Saint-François, Lausanne.
- 2002 La Chambre d’Adam, Galerie ESF-Espace Saint-François, Lausanne
- 2001 L’Univers de Georges, Galerie ESF-Espace Saint-François, Lausanne.
- 1999 Le Parc, Galerie K-3000, Lucerne.
- 1998 L’Espagnolisme, Galerie ESF-Espace Saint-François, Lausanne.
- 1995 Soldat casqué, Galerie La Luna, Vevey.
- 1994 Portrait du peintre, Galerie Espace Flon, Lausanne.
- 1993 Los Angeles, gravures, Galerie Corinne Kramer, Pully

### Expositions collectives (sélection)
- 2013 Accrochage[Vaud 2013], Musée Cantonal des Beaux-Arts, Lausanne.
- 2012 Contemporain... ou bien ? La collection d'art BCV, Fondation de l'Hermitage, Lausanne
- 2010 Des seins à dessein, Musée Arlaud, Lausanne. (Catalogue)
- 2009 Collection d'ici. Laurent Delaloye, espace abstract, Lausanne. (Catalogue)
- 2009 Plateformes, (avec Ph. Fretz et éd.art&fiction), Galerie Le Cube, Estavayer-le-Lac.
- 2009 Vanités, Galerie ESF-Espace Saint-François, Lausanne.
- 2008 Art+pierre+fossiles, Musée Arlaud, Lausanne.
- 2007 Vanitas Vanitatum, Galerie Jean-Michel Gard, Martigny.
- 2007 Génération 80, Gymnase de Burier, Burier.
- 2007 Made in VD, Collection BCV, nuit des musées 2007, Lausanne. (Catalogue)
- 2006 Rio Bronco, fusain sur toile (avec Ph. Fretz), Pro Helvetia/SWIXX, Renens.
- 2005 Paysage avec Don Quichotte, (avec Ph. Fretz, St. Zaech), Manoir de la Ville de Martigny. (Catalogue)
- 2004 Triennale Visarte, Musée de Pully, Pully.
- 2003 Gaudium et Spes V, got sick of that purity, (avec Ph. Fretz et M. Rampa), Galerie ESF, Lausanne.
- 2003 Atelier Raynald Métraux, Cabinet Cantonal des Estampes, Vevey.
- 2003 Accrochage [Vaud 03], Musée Cantonal des Beaux-Arts, Lausanne.
- 2002 Bons Baisers de, Musée des Beaux-Arts, La Chaux-de-Fonds.
- 2002 Uniques, Cabinet Cantonal des Estampes, Vevey. (Catalogue)
- 2002 BCV-ART (sélection), Musée Jenish, Vevey. (Catalogue)
- 2001 Le Miroir de Méduse, intervention pour un jardin éphémère, Cernier, Neuchâtel.
- 1995-97-99 Jahresausstellung, Aargauer Kunsthaus, Aarau. (Catalogue)
- 1998-99 CH-Edition 3 & 4, Kunstmesse für Druckgraphik und Multiples, Solothurn.

### Expositions et performances avec art&fiction
- 2020 art&fiction: On fait le tour de la maison (avec Véronique Pittori et Marie Pittet), Arches 17 & 18, Lausanne.
- 2011 The Magic Disappearing Library, abstract, Lausanne.
- 2011 Mode de vie, les Planches, Maison Visinand, Montreux.
- 2010 Mode de vie, une Bibliothèque, Halle Nord - Art en île, Genève.
- 2007 Mots de tête, art&fiction goes spoken word, Festival de la Cité, Lausanne.
- 2005 La collection de Bertram Rothe, UAC, Université de Lausanne, Lausanne.
- 2004 Accrochage [Vaud 04], Musée Cantonal des Beaux-Arts, Lausanne.
- 2004 Projection suprématique, Espace Forde, Genève.
- 2004 Le kiosque d’art&fiction, UAC, Université de Lausanne, Lausanne.

## Publications/éditions

### Livres d'artistes
- 2007 C'est là, éditions art&fiction, Lausanne.
- 2006 Petit atlas de centaurologie, éditions art&fiction, Lausanne.
- 2005 Paysage avec Don Quichotte, (avec Ph. Fretz, St. Zaech et St. Zagdanski), éditions art&fiction, Lausanne  (ISBN 2-9700398-3-4)
- 2005 Jeu de l'oie sans retour (Pop up for Paris), (avec M. Rampa, et C. Weber), éditions art&fiction, Lausanne.
- 2003 Got sick of that purity, (avec Ph. Fretz et M. Rampa), éditions art&fiction, Lausanne.
- 2001 11 Manuscrits perdus de E.H., (avec Ph.Lipcare) coédition Collège de Saussure, Genève et éditions art&fiction, Lausanne.
- 2000 Paceville, (texte de Domenico Carli), éditions Raymond Meyer, Pully.

### Estampes
- 2010 10 petits rouges-gorges, Fonds Delacrétaz pour la recherche contre le cancer.
- 2008 Ulcer, lithographie éditée par le musée cantonal de zoologie de Lausanne.
- 2006 Ex-voto dans le goût espagnol, Strategos, Lausanne
- 2002 La Chambre secrète, Edipresse Publications, Lausanne.
- 2002 Alentours du Parc, Cabinet Cantonal des Estampes, Vevey.
- 1999 Le Parc, 12 eaux-fortes, coéditées par ESF- Espace Saint-François, Lausanne.
- 1994 Tête pinceau, lithographie, édition Raynald Métraux, Lausanne.
- 1993 Soufi, monotype, Centre Hospitalier Universitaire Vaudois à Lausanne.

### Textes
- 2010 Plateformes (avec Ph. Fretz), in «Mode de vie», Lausanne, art&fiction   (ISBN 978-2-940377-36-7)
- 2005 L'atelier de Jean-Jacques Gut, in «La collection de Bertram Rothe», Lausanne, art&fiction, Coll. Document   (ISBN 2-9700398-6-9)
- 1996 Hypocrite passeur, mon frère, Esav, Genève.

### Direction d'ouvrages
- Mode de vie, Christian Pellet, Stéphane Fretz et al., (éd.), art&fiction, 2010  (ISBN 978-2-940377-36-7)
- Mode de vie, kit de démontage, Alexandre Loye, Christian Pellet et Stéphane Fretz (éd.), art&fiction, 2011  (ISBN 978-2-940377-51-0)
- De l'inachevé, Christian Jelk, Philippe Weissbrodt et Stéphane Fretz (éd.), DOVBLE V no Hors série, Visarte.Vaud, art&fiction, 2013  (ISBN 978-2-940377-64-0) (OCLC 860837062)
- Qu'est-ce qu’un livre?, Zivo et Stéphane Fretz (éd.), DOVBLE V no 7, Visarte.Vaud, art&fiction,  2014  (ISBN 978-2-940377-83-1)
- Sculptumes et costures, Nikola Zaric et Stéphane Fretz (éd.), DOVBLE V no Hors série, Visarte.Vaud, art&fiction,  2016  (ISBN 978-2-940570-13-3)
- Peinture peinture, Caroline Bachmann et Stéphane Fretz (éd.), Visarte.Vaud, art&fiction, 2018  (ISBN 978-2-940570-30-0)

## Distinctions
- 1992 Bourse Kiefer-Hablitzel
- 2004 Bourse culturelle Leenaards